# Amaterasu
Amaterasu (天照), Amaterasu-ōmikami (天照大神／天照大御神) ou Ōhirume-no-muchi-no-kami (大日孁貴神) é uma parte do círculo mitológico japonês e domina o panteão da religião xintoísta. Ela é a deusa do sol, mas também do universo. O nome Amaterasu é derivado de Amateru que significa "que brilha no céu." O sentido do seu nome completo, Amaterasu-ōmikami, é "a Grande Deusa Augusta que ilumina o céu". O Imperador do Japão diz-se ser um descendente direto de Amaterasu.

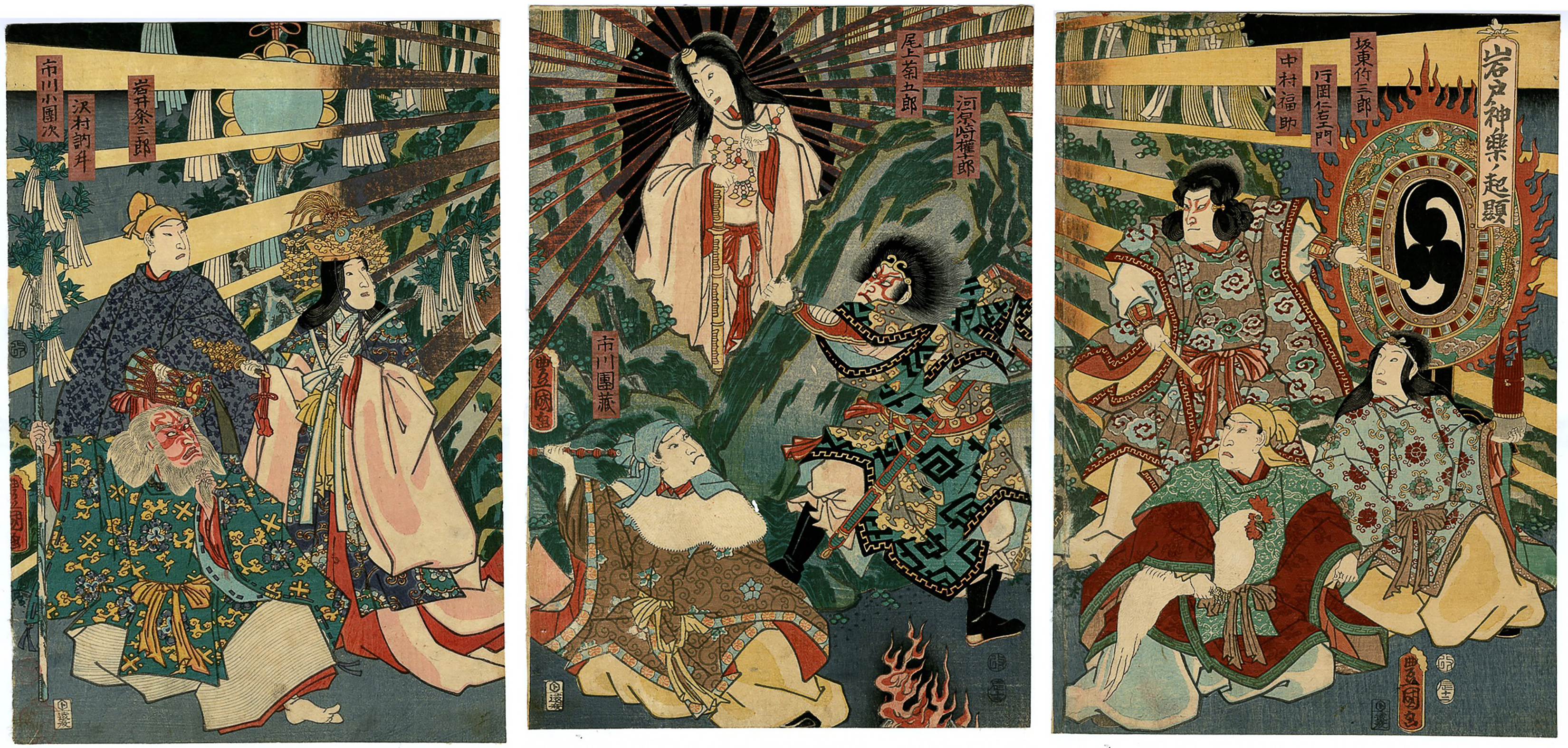
A deusa do Sol saindo da caverna e trazendo novamente a luz para o universo.

Nasceu do olho esquerdo de Izanagi (伊邪那岐) e domina o panteão xintoista, em que figura um certo número de personificações das forças naturais. É representada empunhando um disco solar. O Kojiki (古事記), o documento mais antigo sobre a história do Japão não usava pronomes ou gêneros. Alguns livros, tais como o Hotsuma Tsutae, descreviam a divindade como homem e mulher.

## História
"Amaterasu vivia em uma gruta, em companhia de seus criados, que lhes teciam cotidianamente um quimono da cor do tempo. Todos os dias de manhã, ela saía para iluminar a Terra. Até o dia em que seu irmão, Susanoo, (deus do mar e da tempestade) em acesso de fúria destruiu campos de arroz ( em outra versão descreve a ira de Deus, após uma negociação fracassada para retardar uma disputa entre os três irmãos de Amaterasu ). Susanoo, infeliz com o feito, arremessou um cavalo celestial morto sobre os teares das criadas tecelãs. Amedrontadas, elas se estranharam, e uma delas morreu, perfurada por sua própria lançadeira. A deusa Amaterasu não gostou da brincadeira. Irritada, escondeu-se em sua caverna celestial e a luz sumiu para todo o sempre ( em algumas versões da história Amaterasu foi para caverna pois estava de luto pela morte da tecelã que havia morrido, pois ela tinha relações sexuais com seu tio,cujo surgiu o primeiro incesto ). O mundo congelou e os campos apodreceram. E o pânico foi semeado até no céu, onde ficavam os deuses, que como os Terrestres, também não viam nada. Os deuses temendo a escuridão eterna organizaram uma festa no início da caverna. Eles se reuniram e bolaram um plano. O deus da inteligência, Omoikane, pediu a todos que comparecessem ao redor da caverna e colocassem um espelho apontando para a entrada. Pediram a Uzume, a mais engraçada das deusas, que os distraísse diante da gruta fechada em que Amaterasu estava amuada. Uzume não usou de meios termos: pôs-se a dançar de forma provocante, exibindo suas partes íntimas com caretas irresistíveis. Estava tão divertida que os deuses caíram na gargalhada... Curiosa, Amaterasu não aguentou: entreabriu a pedra que fechava a gruta, ela viu a deusa dançando e fazendo caretas e soltou sua primeira gargalhada, e os deuses lhe direcionaram um espelho onde ela viu uma mulher esplêndida. Surpresa, ela se adiantou. Então os deuses agarraram-na e Amaterasu saiu para sempre de sua caverna celestial. O mundo estava salvo."

## Árvore Genealógica
|                   |                   |                   |                   |                   |                   |  |  |                     |                     |                     |                     |                     |                     |  |  |  |  | Amaterasu         | Amaterasu         | Amaterasu         | Amaterasu         | Amaterasu                 | Amaterasu                 |                           |                           | Takamimusubi              | Takamimusubi              | Takamimusubi       | Takamimusubi       | Takamimusubi       | Takamimusubi       |               |               |               |               |                     |                     |                         |                         |                         |                         |                         |                         |               |               |                   |                   |                   |                   |                   |                   |  |  |                         |                         |                         |                         |                         |                         |
|                   |                   |                   |                   |                   |                   |  |  |                     |                     |                     |                     |                     |                     |  |  |  |  | Amaterasu         | Amaterasu         | Amaterasu         | Amaterasu         | Amaterasu                 | Amaterasu                 |                           |                           | Takamimusubi              | Takamimusubi              | Takamimusubi       | Takamimusubi       | Takamimusubi       | Takamimusubi       |               |               |               |               |                     |                     |                         |                         |                         |                         |                         |                         |               |               |                   |                   |                   |                   |                   |                   |  |  |                         |                         |                         |                         |                         |                         |
|                   |                   |                   |                   |                   |                   |  |  |                     |                     |                     |                     |                     |                     |  |  |  |  | Ame-no-oshihomimi | Ame-no-oshihomimi | Ame-no-oshihomimi | Ame-no-oshihomimi | Ame-no-oshihomimi         | Ame-no-oshihomimi         |                           |                           | Takuhadachiji-hime        | Takuhadachiji-hime        | Takuhadachiji-hime | Takuhadachiji-hime | Takuhadachiji-hime | Takuhadachiji-hime |               |               |               |               | Ōyamatsumi          | Ōyamatsumi          | Ōyamatsumi              | Ōyamatsumi              | Ōyamatsumi              | Ōyamatsumi              |                         |                         |               |               |                   |                   |                   |                   |                   |                   |  |  |                         |                         |                         |                         |                         |                         |
|                   |                   |                   |                   |                   |                   |  |  |                     |                     |                     |                     |                     |                     |  |  |  |  | Ame-no-oshihomimi | Ame-no-oshihomimi | Ame-no-oshihomimi | Ame-no-oshihomimi | Ame-no-oshihomimi         | Ame-no-oshihomimi         |                           |                           | Takuhadachiji-hime        | Takuhadachiji-hime        | Takuhadachiji-hime | Takuhadachiji-hime | Takuhadachiji-hime | Takuhadachiji-hime |               |               |               |               | Ōyamatsumi          | Ōyamatsumi          | Ōyamatsumi              | Ōyamatsumi              | Ōyamatsumi              | Ōyamatsumi              |                         |                         |               |               |                   |                   |                   |                   |                   |                   |  |  |                         |                         |                         |                         |                         |                         |
|                   |                   |                   |                   |                   |                   |  |  |                     |                     |                     |                     |                     |                     |  |  |  |  |                   |                   |                   |                   |                           |                           |                           |                           |                           |                           |                    |                    |                    |                    |               |               |               |               |                     |                     |                         |                         |                         |                         |                         |                         |               |               |                   |                   |                   |                   |                   |                   |  |  |                         |                         |                         |                         |                         |                         |
|                   |                   |                   |                   |                   |                   |  |  |                     |                     |                     |                     |                     |                     |  |  |  |  |                   |                   |                   |                   | Ninigi-no-Mikoto （天孫） | Ninigi-no-Mikoto （天孫） | Ninigi-no-Mikoto （天孫） | Ninigi-no-Mikoto （天孫） | Ninigi-no-Mikoto （天孫） | Ninigi-no-Mikoto （天孫） |                    |                    |                    |                    |               |               |               |               | Konohanasakuya-hime | Konohanasakuya-hime | Konohanasakuya-hime     | Konohanasakuya-hime     | Konohanasakuya-hime     | Konohanasakuya-hime     |                         |                         |               |               | Watatsumi         | Watatsumi         | Watatsumi         | Watatsumi         | Watatsumi         | Watatsumi         |  |  |                         |                         |                         |                         |                         |                         |
|                   |                   |                   |                   |                   |                   |  |  |                     |                     |                     |                     |                     |                     |  |  |  |  |                   |                   |                   |                   | Ninigi-no-Mikoto （天孫） | Ninigi-no-Mikoto （天孫） | Ninigi-no-Mikoto （天孫） | Ninigi-no-Mikoto （天孫） | Ninigi-no-Mikoto （天孫） | Ninigi-no-Mikoto （天孫） |                    |                    |                    |                    |               |               |               |               | Konohanasakuya-hime | Konohanasakuya-hime | Konohanasakuya-hime     | Konohanasakuya-hime     | Konohanasakuya-hime     | Konohanasakuya-hime     |                         |                         |               |               | Watatsumi         | Watatsumi         | Watatsumi         | Watatsumi         | Watatsumi         | Watatsumi         |  |  |                         |                         |                         |                         |                         |                         |
|                   |                   |                   |                   |                   |                   |  |  |                     |                     |                     |                     |                     |                     |  |  |  |  |                   |                   |                   |                   |                           |                           |                           |                           |                           |                           |                    |                    |                    |                    |               |               |               |               |                     |                     |                         |                         |                         |                         |                         |                         |               |               |                   |                   |                   |                   |                   |                   |  |  |                         |                         |                         |                         |                         |                         |
|                   |                   |                   |                   |                   |                   |  |  |                     |                     |                     |                     |                     |                     |  |  |  |  |                   |                   |                   |                   |                           |                           |                           |                           |                           |                           |                    |                    |                    |                    |               |               |               |               |                     |                     |                         |                         |                         |                         |                         |                         |               |               |                   |                   |                   |                   |                   |                   |  |  |                         |                         |                         |                         |                         |                         |
| Hoderi            | Hoderi            | Hoderi            | Hoderi            | Hoderi            | Hoderi            |  |  | Hosuseri （海幸彦） | Hosuseri （海幸彦） | Hosuseri （海幸彦） | Hosuseri （海幸彦） | Hosuseri （海幸彦） | Hosuseri （海幸彦） |  |  |  |  |                   |                   |                   |                   |                           |                           |                           |                           | Hoori （山幸彦）          | Hoori （山幸彦）          | Hoori （山幸彦）   | Hoori （山幸彦）   | Hoori （山幸彦）   | Hoori （山幸彦）   |               |               | Toyotama-hime | Toyotama-hime | Toyotama-hime       | Toyotama-hime       | Toyotama-hime           | Toyotama-hime           |                         |                         |                         |                         |               |               | Utsushihikanasaku | Utsushihikanasaku | Utsushihikanasaku | Utsushihikanasaku | Utsushihikanasaku | Utsushihikanasaku |  |  | Furutama-no-mikoto      | Furutama-no-mikoto      | Furutama-no-mikoto      | Furutama-no-mikoto      | Furutama-no-mikoto      | Furutama-no-mikoto      |
| Hoderi            | Hoderi            | Hoderi            | Hoderi            | Hoderi            | Hoderi            |  |  | Hosuseri （海幸彦） | Hosuseri （海幸彦） | Hosuseri （海幸彦） | Hosuseri （海幸彦） | Hosuseri （海幸彦） | Hosuseri （海幸彦） |  |  |  |  |                   |                   |                   |                   |                           |                           |                           |                           | Hoori （山幸彦）          | Hoori （山幸彦）          | Hoori （山幸彦）   | Hoori （山幸彦）   | Hoori （山幸彦）   | Hoori （山幸彦）   |               |               | Toyotama-hime | Toyotama-hime | Toyotama-hime       | Toyotama-hime       | Toyotama-hime           | Toyotama-hime           |                         |                         |                         |                         |               |               | Utsushihikanasaku | Utsushihikanasaku | Utsushihikanasaku | Utsushihikanasaku | Utsushihikanasaku | Utsushihikanasaku |  |  | Furutama-no-mikoto      | Furutama-no-mikoto      | Furutama-no-mikoto      | Furutama-no-mikoto      | Furutama-no-mikoto      | Furutama-no-mikoto      |
|                   |                   |                   |                   |                   |                   |  |  |                     |                     |                     |                     |                     |                     |  |  |  |  |                   |                   |                   |                   |                           |                           |                           |                           |                           |                           |                    |                    |                    |                    |               |               |               |               |                     |                     |                         |                         |                         |                         |                         |                         |               |               |                   |                   |                   |                   |                   |                   |  |  |                         |                         |                         |                         |                         |                         |
| Tensori no Mikoto | Tensori no Mikoto | Tensori no Mikoto | Tensori no Mikoto | Tensori no Mikoto | Tensori no Mikoto |  |  |                     |                     |                     |                     |                     |                     |  |  |  |  |                   |                   |                   |                   |                           |                           |                           |                           |                           |                           |                    |                    | Ugayafukiaezu      | Ugayafukiaezu      | Ugayafukiaezu | Ugayafukiaezu | Ugayafukiaezu | Ugayafukiaezu |                     |                     |                         |                         | Tamayori-hime           | Tamayori-hime           | Tamayori-hime           | Tamayori-hime           | Tamayori-hime | Tamayori-hime | Azumi people      | Azumi people      | Azumi people      | Azumi people      | Azumi people      | Azumi people      |  |  | （Clã Owari Clã Yamato) | （Clã Owari Clã Yamato) | （Clã Owari Clã Yamato) | （Clã Owari Clã Yamato) | （Clã Owari Clã Yamato) | （Clã Owari Clã Yamato) |
| Tensori no Mikoto | Tensori no Mikoto | Tensori no Mikoto | Tensori no Mikoto | Tensori no Mikoto | Tensori no Mikoto |  |  |                     |                     |                     |                     |                     |                     |  |  |  |  |                   |                   |                   |                   |                           |                           |                           |                           |                           |                           |                    |                    | Ugayafukiaezu      | Ugayafukiaezu      | Ugayafukiaezu | Ugayafukiaezu | Ugayafukiaezu | Ugayafukiaezu |                     |                     |                         |                         | Tamayori-hime           | Tamayori-hime           | Tamayori-hime           | Tamayori-hime           | Tamayori-hime | Tamayori-hime | Azumi people      | Azumi people      | Azumi people      | Azumi people      | Azumi people      | Azumi people      |  |  | （Clã Owari Clã Yamato) | （Clã Owari Clã Yamato) | （Clã Owari Clã Yamato) | （Clã Owari Clã Yamato) | （Clã Owari Clã Yamato) | （Clã Owari Clã Yamato) |
|                   |                   |                   |                   |                   |                   |  |  |                     |                     |                     |                     |                     |                     |  |  |  |  |                   |                   |                   |                   |                           |                           |                           |                           |                           |                           |                    |                    |                    |                    |               |               |               |               |                     |                     |                         |                         |                         |                         |                         |                         |               |               |                   |                   |                   |                   |                   |                   |  |  |                         |                         |                         |                         |                         |                         |
|                   |                   |                   |                   |                   |                   |  |  |                     |                     |                     |                     |                     |                     |  |  |  |  |                   |                   |                   |                   |                           |                           |                           |                           |                           |                           |                    |                    |                    |                    |               |               |               |               |                     |                     |                         |                         |                         |                         |                         |                         |               |               |                   |                   |                   |                   |                   |                   |  |  |                         |                         |                         |                         |                         |                         |
|                   |                   |                   |                   |                   |                   |  |  |                     |                     |                     |                     |                     |                     |  |  |  |  |                   |                   |                   |                   |                           |                           |                           |                           |                           |                           |                    |                    |                    |                    |               |               |               |               |                     |                     |                         |                         |                         |                         |                         |                         |               |               |                   |                   |                   |                   |                   |                   |  |  |                         |                         |                         |                         |                         |                         |
|                   |                   |                   |                   |                   |                   |  |  |                     |                     |                     |                     |                     |                     |  |  |  |  |                   |                   |                   |                   |                           |                           |                           |                           |                           |                           |                    |                    |                    |                    |               |               |               |               |                     |                     |                         |                         |                         |                         |                         |                         |               |               |                   |                   |                   |                   |                   |                   |  |  |                         |                         |                         |                         |                         |                         |
| povo Hayato       | povo Hayato       | povo Hayato       | povo Hayato       | povo Hayato       | povo Hayato       |  |  |                     |                     |                     |                     |                     |                     |  |  |  |  | Itsuse            | Itsuse            | Itsuse            | Itsuse            | Itsuse                    | Itsuse                    | Inahi                     | Inahi                     | Inahi                     | Inahi                     | Inahi              | Inahi              | Mikeiri            | Mikeiri            | Mikeiri       | Mikeiri       | Mikeiri       | Mikeiri       |                     |                     | Jimmu                   | Jimmu                   | Jimmu                   | Jimmu                   | Jimmu                   | Jimmu                   |               |               | Ahiratsu-hime     | Ahiratsu-hime     | Ahiratsu-hime     | Ahiratsu-hime     | Ahiratsu-hime     | Ahiratsu-hime     |  |  |                         |                         |                         |                         |                         |                         |
| povo Hayato       | povo Hayato       | povo Hayato       | povo Hayato       | povo Hayato       | povo Hayato       |  |  |                     |                     |                     |                     |                     |                     |  |  |  |  | Itsuse            | Itsuse            | Itsuse            | Itsuse            | Itsuse                    | Itsuse                    | Inahi                     | Inahi                     | Inahi                     | Inahi                     | Inahi              | Inahi              | Mikeiri            | Mikeiri            | Mikeiri       | Mikeiri       | Mikeiri       | Mikeiri       |                     |                     | Jimmu                   | Jimmu                   | Jimmu                   | Jimmu                   | Jimmu                   | Jimmu                   |               |               | Ahiratsu-hime     | Ahiratsu-hime     | Ahiratsu-hime     | Ahiratsu-hime     | Ahiratsu-hime     | Ahiratsu-hime     |  |  |                         |                         |                         |                         |                         |                         |
|                   |                   |                   |                   |                   |                   |  |  |                     |                     |                     |                     |                     |                     |  |  |  |  |                   |                   |                   |                   |                           |                           |                           |                           |                           |                           |                    |                    |                    |                    |               |               |               |               |                     |                     |                         |                         |                         |                         |                         |                         |               |               |                   |                   |                   |                   |                   |                   |  |  |                         |                         |                         |                         |                         |                         |
|                   |                   |                   |                   |                   |                   |  |  |                     |                     |                     |                     |                     |                     |  |  |  |  |                   |                   |                   |                   |                           |                           |                           |                           |                           |                           |                    |                    |                    |                    |               |               |               |               |                     |                     |                         |                         |                         |                         |                         |                         |               |               |                   |                   |                   |                   |                   |                   |  |  |                         |                         |                         |                         |                         |                         |
|                   |                   |                   |                   |                   |                   |  |  |                     |                     |                     |                     |                     |                     |  |  |  |  |                   |                   |                   |                   |                           |                           |                           |                           |                           |                           |                    |                    |                    |                    |               |               |               |               |                     |                     | Imperial House of Japan | Imperial House of Japan | Imperial House of Japan | Imperial House of Japan | Imperial House of Japan | Imperial House of Japan |               |               | Tagishimimi       | Tagishimimi       | Tagishimimi       | Tagishimimi       | Tagishimimi       | Tagishimimi       |  |  |                         |                         |                         |                         |                         |                         |

- Red background refere-se a mulheres.
- Green background referência a grupos
- Letras a negrito são três gerações de Hyuga.

## Amaterasu na Cultura Popular
- No anime/mangá Naruto Shippuden, Amaterasu é uma técnica utilizada por Uchiha Sasuke e Uchiha Itachi que são usuários do Mangekyou Sharingan. Esta técnica consiste na evocação de uma chama negra que queima tudo o que é visto pelo autor da arte, elas só podem ser apagadas por outro usuário da técnica, até mesmo se o alvo for fogo. Significado:Reino das chamas do inferno
- No video game Ōkami, Amaterasu é representada como sendo um loba branca, cuja representação é válida no Taoísmo e remete à essência da reencarnação da deusa Amaterasu ressaltando a necessidade de vir como mestre e guia espiritual.
- Na história em quadrinhos The Wicked + The Divine, Amaterasu é uma das divindades que vieram à Terra durante a recorrência dos anos 2010.
- No anime/mangá Cardfight Vanguard, Amaterasu (Na verdade chamada de CEO Amaterasu) é uma carta usada principalmente por Tokura Misaki.
- No jogo Gods Eater, Amaterasu aparece como sendo uma espécie de mulher colada ao corpo de um Aragami, representada também como uma divindade aragami. Ela é uma dos 5 Deusphages presentes no jogo.
- No anime/mangá Fairy Tail, Amaterasu é uma magia utilizada por Hades e Makarov.
- Em Stargate SG-1, Amaterasu é uma dos Senhores do Sistema Goa'uld, que tenta um acordo com o Comando Stargate para derrotar Ba'al.
- No jogo Persona 4, Amaterasu é a Persona de Yukiko Amagi, uma das protagonistas do jogo, depois de atingir o grau máximo de ligação social.
- No anime Sailor Moon, Amaterasu é um Cardian, técnica de cartas utilizada por Al e Ann para absorver a energia dos humanos.
- No otome game Kamigami No Asobi, Amaterasu é um homem com feições femininas, o que causou contradições e polêmicas no jogo e com o público, é renomeado como "Akira" (Sol) pela protagonista Kusanagi Yui, ele aparece como personagem secundário no primeiro jogo e como um dos principais no segundo, ganhando uma rota, porém não aparece na adaptação em anime.
- Nos jogos Devil Survivor 1 e 2, da série Shin Megami Tensei, da Atlus, Amaterasu aparece representada como uma mulher em um vestido branco com verde que pode ser invocada pelo jogador.
- Na música "Fallen Amaterasu", do álbum Shogunate Macabre da banda finlandesa Whispered.
- No álbum Amaterasu, da banda de rock gótico californiana Christian Death.
- No clipe da música "I'm Not Yours", da cantora taiwanesa Jolin Tsai em parceria com a cantora japonesa Namie Amuro, Amaterasu serve como inspiração.
- Primeira deusa do panteão japonês no jogo Smite.
- Aparece como Amaterasu-ōmikami no mangá Noragami